# فلیکس گومس
فلیکس گومس (اسپانیایی: Félix Gómez‎؛ زادهٔ ۵ سپتامبر ۱۹۷۷) بازیگر اهل اسپانیا است.
از فیلم‌هایی که وی در آن نقش داشته‌است می‌توان به پس از کلاس، ۱۴ آوریل، جمهوری، کارلوس، پادشاه امپراتور، قصه‌ای برایم بگو، ۱۳ گل رز و باران تابستان اشاره کرد.